# Gustav Suttner
Gustav von Suttner (4. září 1826 Kirchstetten – 27. října 1900 Vídeň) byl rakouský politik německé národnosti, v 2. polovině 19. století poslanec Říšské rady.

## Biografie
Působil jako statkář v rodném Kirchstettenu. Studoval na Vídeňské univerzitě. Absolvoval Tereziánskou akademii ve Vídni. Byl členem ústředního výboru c. k. Zemědělské společnosti. Zasloužil se o rozvoj silniční sítě a péče o chudé. V roce 1867 byl povýšen na barona. Podnikl studijní cestu do Ameriky.
Byl veřejně a politicky aktivní. Zasedal jako poslanec Dolnorakouského zemského sněmu, kam nastoupil roku 1861 za velkostatkářskou kurii. Členem sněmu zůstal do roku 1877 a pak se na něj vrátil roku 1878 a poslancem byl do roku 1896.
Byl také poslancem Říšské rady (celostátního parlamentu Předlitavska), kam ho zvolil zemský sněm v roce 1870 (Říšská rada byla tehdy ještě volena nepřímo zemskými sněmy). Opětovně sem byl delegován zemským sněmem roku 1871. Uspěl i v prvních přímých volbách roku 1873 za kurii velkostatkářskou v Dolních Rakousích. Ve volbách roku 1879, volbách roku 1885 a volbách roku 1891 zde mandát obhájil. V roce 1873 se uvádí jako baron Gustav Suttner, statkář, bytem Vídeň.
V roce 1873 do parlamentu nastupoval za blok ústavověrných (tzv. Ústavní strana, centralisticky a provídeňsky orientovaná), v jehož rámci představoval křídlo Strany ústavověrného velkostatku. Jako ústavověrný statkář se uvádí i po volbách roku 1879. Na Říšské radě se v říjnu 1879 uvádí jako člen staroněmeckého (staroliberálního) Klubu liberálů (Club der Liberalen). Od roku 1881 byl členem klubu Sjednocené levice, do kterého se spojilo několik ústavověrných (liberálně a centralisticky orientovaných) politických proudů. Za tento klub uspěl i ve volbách roku 1885. Po rozpadu Sjednocené levice přešel do frakce Německorakouský klub. V roce 1890 se uvádí jako poslanec obnoveného klubu německých liberálů, nyní oficiálně nazývaného Sjednocená německá levice. I ve volbách roku 1891 byl na Říšskou radu zvolen za klub Sjednocené německé levice.
Zemřel v říjnu 1900 ve svém bytě ve Vídni.